# Foz Cataratas Futsal
Il Foz Cataratas è una squadra brasiliana di calcio a 5, fondata nel 2010 con sede a Foz do Iguaçu.